# In Harm's Way
In Harm's Way és una pel·lícula bèl·lica estatunidenca produïda i dirigida per Otto Preminger el 1965. Els principals intèrprets en són John Wayne, Kirk Douglas i Henry Fonda.
El guió ha estat escrit per Wendell Mayes sobre la novel·la Harm's Way de James Bassett. La pel·lícula explica de manera espectacular la vida d'oficials de la marina dels Estats Units i de les seves esposes amb base a Hawaii al començament de la Segona Guerra Mundial.

## Argument[1]
Rockwell «Rock» Torrey és un comandant de l'US Navy que ha sacrificat la vida familiar per la seva vida militar i s'ha divorciat 18 anys abans deixant a la seva exesposa el seu fill Jeremiah de quatre anys. Comanda el creuer Old Swayback que és a la mar al moment de l'Atac a Pearl Harbor. És acomiadat per no haver respectat el reglament que demanava que fes ziga-zagues (per tal d'estalviar fuel) i per això és torpedinat per un submarí japonès. Ferit en el torpedinament (braç trencat), coneix la infermera Maggie Haines durant la seva convalescència.
La marina acaba reconeixent la legitimitat de la seva actuació i el nomena contra-almirall i li confia una primera operació difícil contra els japonesos. Retroba el seu fill que no ha vist des de fa divuit anys i que li reserva una acollida glacial. El fill és un arribista i està assignat en un llança-torpedes només per progressar ràpidament i ser destinat a un lloc d'estat major amb l'ajuda de la influència de la seva mare. Amb el seu exemple, i no amb discursos, aconseguirà redreçar-lo i fins i tot sacrificar-se.
Paul Eddington és el comandant segon de Rock Torrey. Enganyat per la seva dona morta en companyia durant l'atac a Pearl Harbor, s'enfonsa en l'alcohol, però Rock Torrey l'agafa com el seu cap d'estat major.

## Context de la producció[2]
L'actuació de John Wayne és una mica fluixa del fet que estava greument malalt d'un càncer del pulmó en el rodatge. Poc temps després, la seva malaltia és diagnosticada i un mes més tard és sotmès a una intervenció quirúrgica per a l'ablació del pulmó esquerre.
Franchot Tone també va desenvolupar un càncer del pulmó i va morir el setembre de 1968.
La producció va rebre una important ajuda de l'US Navy que va prestar el creuer USS Sant Paul CA-73 pel paper del Old Swayback i el destructor USS Philip DD-498 per al USS Cassidy . La US Navy també va prestar els destructors USS Braine DD-630, USS O'Bannon DD-450, USS Renshaw DD-499, USS Walker DD-517, el submarí USS Captain USS-336, el transport USS Renville APP-227.
La batalla naval amb edificis japonesos ha estat dirigida amb maquetes de gran dimensió. Kirk Douglas va trobar tanmateix aquests efectes especials pobres i va proposar (en va) fer servir els utilitzats per a la pel·lícula Camins de glòria de Stanley Kubrick.

## Repartiment
- John Wayne: capità Rockwell W. "Rock"
- Kirk Douglas: comandant Paul Eddington,
- Patricia Neal: tinent Maggie Haines, infermera de l'US Navy
- Tom Tryon: tinent William McConnell
- Paula Prentiss: Beverly McConnell
- Brandon De Wilde: tinent Jeremiah Torrey
- Jill Haworth: Annalee Dohrn
- Burgess Meredith: comandant Egan T. Powell
- Barbara Bouchet: Liz Eddington
- Patrick O'Neal: comandant Neal Owynn
- Stanley Holloway: Canfil Clayton
- Dana Andrews: vice-almirall B.T. "Blackjack" Broderick
- Franchot Tone: almirall Husband Kimmel
- Henry Fonda: almirall Chester Nimitz
- Slim Pickens: Culpeper
- Carroll O'Connor: capità Burke
- James Mitchum, fill de Robert Mitchum: Griggs
- George Kennedy: tinent-coronel Gregory
- Larry Hagman: sotstinent Cline
- Jerry Goldsmith: El pianista
- Chet Stratton: El Doctor del vaixell
- Christopher George: mariner a la sala de màquines del Old Swayback

## Premis i nominacions

### Premis
- 1966: BAFTA a la millor actriu estrangera per Patricia Neal

### Nominacions
- 1966: Oscar a la millor fotografia per Loyal Griggs